# Hanu Conachi
Hanu Conachi – wieś w Rumunii, w okręgu Gałacz, w gminie Fundeni. W 2011 roku liczyła 2365 mieszkańców.